# Аркадія (Вісконсин)
Аркадія (англ. Arcadia) — місто (англ. city) в США, в окрузі Тремполо штату Вісконсин. Населення — 3737 осіб (2020).

## Географія
Аркадія розташована за координатами 44°14′58″ пн. ш. 91°29′41″ зх. д. / 44.24944° пн. ш. 91.49472° зх. д. (44.249387, -91.494820).  За даними Бюро перепису населення США в 2010 році місто мало площу 7,44 км², уся площа — суходіл. В 2017 році площа становила 8,34 км², уся площа — суходіл.

## Демографія
Згідно з переписом 2010 року, у місті мешкало 2925 осіб у 1114 домогосподарствах у складі 649 родин. Густота населення становила 393 особи/км².  Було 1207 помешкань (162/км²).
Расовий склад населення:
| - 73,4 % — білих - 0,8 % — чорних або афроамериканців - 0,6 % — азіатів - 0,3 % — корінних американців - 22,8 % — осіб інших рас |

До двох чи більше рас належало 2,1 %. Частка іспаномовних становила 31,2 % від усіх жителів.
За віковим діапазоном населення розподілялося таким чином: 26,7 % — особи молодші 18 років, 59,0 % — особи у віці 18—64 років, 14,3 % — особи у віці 65 років та старші. Медіана віку мешканця становила 32,9 року. На 100 осіб жіночої статі у місті припадало 107,7 чоловіків;  на 100 жінок у віці від 18 років та старших — 107,9 чоловіків також старших 18 років.
Середній дохід на одне домашнє господарство  становив 51 106 доларів США (медіана — 42 546), а середній дохід на одну сім'ю — 53 719 доларів (медіана — 48 750). Медіана доходів становила 35 000 доларів для чоловіків та 28 958 доларів для жінок. За межею бідності перебувало 16,8 % осіб, у тому числі 25,2 % дітей у віці до 18 років та 12,2 % осіб у віці 65 років та старших.
Цивільне працевлаштоване населення становило 1445 осіб. Основні галузі зайнятості: виробництво — 48,7 %, освіта, охорона здоров'я та соціальна допомога — 14,2 %, мистецтво, розваги та відпочинок — 8,5 %, сільське господарство, лісництво, риболовля — 7,7 %.